# Nils Dahlqvist
Nils Dahlqvist,  född 28 oktober 1871 i Eljaröds församling, Kristianstads län, död 1 mars 1953 i Malmö S:t Petri församling, var en svensk byggmästare och kommunalpolitiker (höger).
Dahlqvist var från 1904 verksam i Malmö som byggmästare och entreprenör inom byggnadsfacket. Han var ledamot av Malmö stadsfullmäktige 1917–19 och 1921–38, dess vice ordförande 1935–38 samt ledamot av poliskollegiet från 1926. Han var styrelseledamot i Malmö Järnvägs AB, i Sydsvenska Kraft AB samt ordförande i brandstyrelsen.